# Okres Dolný Kubín
Okres Dolný Kubín je jedním z okresů Slovenska. Leží v Žilinském kraji, v jeho centrální části. Na severu hraničí s okresem Námestovo a Čadca, na jihu s okresy Liptovský Mikuláš, Ružomberok, Martin, na západě s okresem Žilina a na východě s okresem Tvrdošín.